# Horní Krupá
Horní Krupá (en allemand : Ober Kraupen) est une commune du district de Havlíčkův Brod, dans la région de Vysočina, en République tchèque. Sa population s'élevait à 581 habitants en 2020.

## Géographie
Horní Krupá se trouve à 8 km au nord de Havlíčkův Brod, à 9 km au sud-ouest de Chotěboř, à 31 km au nord de Jihlava et à 94 km à l'est-sud-est de Prague.
La commune est limitée par Sedletín et Jilem au nord, par Čachotín et Rozsochatec à l'est, par Dolní Krupá, Knyk et Zbožice, un quartier exclavé de Havlíčkův Brod au sud, et par Olešná à l'ouest.

## Histoire
La première mention écrite de la localité date de 1283.

## Administration
La commune se compose de quatre quartiers :
- Horní Krupá
- Lysá
- Údolí
- Zálesí

## Transports
Par la route, Horní Krupá se trouve à 8,5 km de Havlíčkův Brod, à 35 km de Jihlava et à 111 km de Prague.